# Бевзо, Александр Арефиевич
Александр Арефиевич Бевзо (21 августа 1901, село Маркуши Бердичевского района Житомирской области — 24 ноября 1981, Киев) — украинский историк, специалист в области истории Украины средних веков. Кандидат исторических наук.

## Биография
Александр Бевзо родился в 1901 году.
С 1925 по 1929 годы учился в Киеве в Институте Народного образования по специальности преподавателя историко-экономических наук.
С 1947 по 1959 годы работал младшим научным сотрудником отдела археографии в Институте Истории АН УССР. С 1959 по 1963 годы — младший научный сотрудник отдела вспомогательных исторических дисциплин.
В 1962 году защитил кандидатскую диссертацию по теме «Львовская летопись и Острожский летописец».
С 1963 по 1967 годы — младший научный сотрудник отдела истории городов и сёл УССР.
С 1963 года — руководитель научного архива Института Истории АН УССР.

## Научная деятельность
Александр Бевзо был автором многих статей Украинской Советской Энциклопедии, участвовал в создании работы «Воссоединение Украины с Россией: Док. и материалы: В 3 т. Т. 3: 1651—1654 / АН СССР. Институт истории; АН УССР. Институт истории; Редкол.: П. П. Гудзенко и др. — М.: Изд-во АН СССР, 1953. — 546 с.»
Был автором 15 научных работ. Основные работы:
- «Львівський літопис» і «Острозький літописець»: Джерелознавче дослідження. — К., 1970, 2-е вид. — К., 1971.
- «Львівський літопис» і «Острозький літописець» як джерело для вивчення історії України в II пол. ХVІ — І пол. XVII ст. // Наукові записки Ін-ту історії АН УРСР. — 1960. — Т. 13.
- Про правила друкування історичних документів, писаних українською мовою в ХVІ-XVIII ст. // Вісник АН УРСР. — 1958. — № 2.
- Словарь малоупотребительных и непонятных слов и выражений в кн.: «Воссоединение Украины с Россией». Т. 2, Т. 3. — М., 1953.